# Psoralea pariensis
Psoralea pariensis är en ärtväxtart som beskrevs av Stanley Larson Welsh och N.Duane Atwood. Psoralea pariensis ingår i släktet Psoralea och familjen ärtväxter. Inga underarter finns listade i Catalogue of Life.